# Skjærhalden
Skjærhalden är en tätort som utgör centralort i Hvalers kommun i Østfold fylke i sydöstra Norge. Orten hade 936 invånare den (1 januari 2022). Den ligger på sydöstra sidan av ön Kirkøy och är en känd bad- och semesterort. Det finns båtförbindelse med öarna Søndre Sandøy, Nordre Sandøy, Herføl och Lauer.
Hvalers kyrka vid Skjærhalden är från före 1100; några byggnadsrester har daterats till före 1000. På orten finns också forntida husrester.

## Etymologi
Namnet Skjærhalden består av skjær efter skären i havet utanför orten, och halden, troligen av fornnordiskans hǫll, 'sluttning'.